# Ronde van Italië voor vrouwen 2003
De Ronde van Italië voor vrouwen 2003 (Italiaans: Giro Donne 2003) werd verreden van vrijdag 4 tot en met zondag 13 juli in Italië. Het was de 14e editie van de rittenkoers. De ronde telde tien etappes, inclusief de tijdritproloog op de eerste dag.
De ronde werd gewonnen door de Zwitserse Nicole Brändli, die haar tweede eindoverwinning van de Giro Donne behaalde door in de afsluitende tijdrit het roze over te nemen van de Litouwse Edita Pučinskaitė. Pučinskaitė werd 2e in de eindstand en de Spaanse Joane Somarriba Arrola completeerde het podium. De beste Nederlandse in het eindklassement was Andrea Bosman met een 28e plaats.

## Deelnemende ploegen
In totaal deden er 17 ploegen mee aan de Giro Donne 2006, waarvan 15 UCI-vrouwenploegen en 2 landenteams. In totaal kwamen er 134 rensters aan de start.
| UCI Woman                      | UCI Woman                            | Nationale teams |
| ------------------------------ | ------------------------------------ | --------------- |
| Prato Marathon Bike-Aki Mx1    | S.C. Michela Fanini Rox              | Australië       |
| S.C. Michela Fanini Rox        | USC Chirio Forno d'Asolo             | Spanje          |
| Cicli Fatato Composita 2       | Bizkaia-Spiuk-Sabeco                 |                 |
| Nobili-Road Runner-Guerciotti  | SCF Cycling Team Pratomagno          |                 |
| Team S.A.T.S.                  | Acca Due O-Pasta Zara-Lorena Camicie |                 |
| Team Aliverti-Kookai-Catalunya | Ondernemers Van Nature               |                 |
| Bik-Powerplate                 | Team Conero                          |                 |
| Team 2002 Aurora RSM           | Team T-Mobile                        |                 |

## Etappe-overzicht
| Etappe  | Datum   | Start – Finish                       | Afstand          | Winnaar              | Klassementsleider  |
| ------- | ------- | ------------------------------------ | ---------------- | -------------------- | ------------------ |
| Proloog | 4 juli  | Grumo Nevano - Grumo Nevano (ITT)    | 2,2 km           | Bertine Spijkerman   | Bertine Spijkerman |
| 1e      | 5 juli  | Grumo Nevano - Guardia Sanframondi   | 119,0 km         | Rasa Polikevičiūtė   | Rasa Polikevičiūtė |
| 2e      | 6 juli  | Colle Sannita - San Marco dei Cavoti | 85,0 km          | Zinaida Stahoerskaja | Rasa Polikevičiūtė |
| 3e      | 7 juli  | Monteroduni - Castelpizzuto          | 84,0 km          | Nicole Brändli       | Edita Pučinskaitė  |
| 4e      | 8 juli  | Frosolone - San Vito Chietino        | 141,0 km         | Regina Schleicher    | Edita Pučinskaitė  |
| 5e      | 9 juli  | Lanciano - Alba Adriatica            | 103,0 km         | Regina Schleicher    | Edita Pučinskaitė  |
| 6e      | 10 juli | Jesi - Jesi                          | 89,0 km          | Regina Schleicher    | Edita Pučinskaitė  |
| 7a      | 11 juli | Gabicce Mare - Cesenatico            | 47,0 km          | Regina Schleicher    | Edita Pučinskaitė  |
| 7b      | 11 juli | Cento - Cento                        | 45,0 km          | Katia Longhin        | Edita Pučinskaitė  |
| 8e      | 12 juli | Cento - Salzano                      | 147,0 km         | Rochelle Gilmore     | Edita Pučinskaitė  |
| 9e      | 13 juli | Mira - Venetië                       | 24,0 km          | Loes Gunnewijk       | Nicole Brändli     |
|         |         |                                      | Totaal: 886,2 km |                      |                    |

## Eindklassementen

### Algemeen klassement
| Plaats    | Naam                   | Ploeg                       | Tijd      |
| --------- | ---------------------- | --------------------------- | --------- |
| Roze trui | Nicole Brändli         | Prato Marathon Bike-Aki Mx1 | 22u36'32" |
| 2         | Edita Pučinskaitė      | S.C. Michela Fanini Rox     | +00' 17"  |
| 3         | Joana Sommariba Arrola | Bizkaia-Spiuk-Sabeco        | +02' 15"  |
| 4         | Jolanta Polikevičiūtė  | Team 2002 Aurora RSM        | +04' 27"  |
| 5         | Rasa Polikevičiūtė     | Team 2002 Aurora RSM        | +04' 30"  |
| 6         | Olivia Gollan          | Australië                   | +04' 55"  |
| 7         | Amber Neben            | Team T-Mobile               | z.t.      |
| 8         | Kimberly Bruckner      | Team T-Mobile               | +05' 09"  |
| 9         | Zinaida Stahoerskaja   | Chirio Forno d'Asolo        | +05' 19"  |
| 10        | Doris Ruano Sanchon    | Spanje                      | +05' 33"  |

### Puntenklassement
| Plaats      | Naam                 | Ploeg                  | Punten |
| ----------- | -------------------- | ---------------------- | ------ |
| Paarse trui | Regina Schleicher    | Chirio Forno d'Asolo   | 61     |
| 2           | Zinaida Stahoerskaja | Chirio Forno d'Asolo   | 48     |
| 3           | Bertine Spijkerman   | Ondernemers Van Nature | 40     |

### Bergklassement
| Plaats      | Naam                  | Ploeg                   | Punten |
| ----------- | --------------------- | ----------------------- | ------ |
| Groene trui | Jolanta Polikevičiūtė | Team 2002 Aurora RSM    | 65     |
| 2           | Edita Pučinskaitė     | S.C. Michela Fanini Rox | 52     |
| 3           | Zinaida Stahoerskaja  | Chirio Forno d'Asolo    | 51     |

### Jongerenklassement
| Plaats     | Naam                   | Ploeg                                | Punten     |
| ---------- | ---------------------- | ------------------------------------ | ---------- |
| Witte trui | Modesta Vžesniauskaitė | Acca Due O-Pasta Zara-Lorena Camicie | 22u42' 59" |
| 2          | Eneritz Iturriaga      | Team 2002 Aurora RSM                 | +00' 39"   |
| 3          | Oenone Wood            | Australië                            | +03' 56"   |